# Pleß
Pleß – miejscowość i gmina w Niemczech, w kraju związkowym Bawaria, w rejencji Szwabia, w regionie Donau-Iller, w powiecie Unterallgäu, wchodzi w skład wspólnoty administracyjnej Boos. Leży w Szwabii, około 27 km na północny zachód od Mindelheimu, nad rzeką Iller, przy granicy z Badenią-Wirtembergią i linii kolejowej Oberstdorf – Ulm.

## Demografia
| Rok  | Liczba mieszk. |
| ---- | -------------- |
| 1840 | 527            |
| 1900 | 656            |
| 1931 | 646            |
| 1946 | 1 028          |
| 1952 | 974            |
| 1970 | 806            |
| 1992 | 763            |
| 2004 | 891            |

## Polityka
Wójtem gminy jest Peter Lessmann, rada gminy składa się z 8 osób.
|      | Überparteiliche Wählervereinigung | Razem |
| 2008 | 8                                 | 8     |
| 2002 | 8                                 | 8     |

## Oświata
W gminie znajduje się przedszkole (50 miejsc).